# Višňové (powiat Żylina)
Višňové – wieś (obec) na Słowacji położona w kraju żylińskim, w okręgu Żylina.

## Położenie
Wieś leży w Kotlinie Żylińskiej u północnych podnóży tzw. Luczańskiej części Małej Fatry, ok. 10 km na południowy wschód od Żyliny. Zabudowania zgrupowane są dość ciasno wzdłuż doliny niewielkiego potoku Rosinka, na wysokości 420–530 m n.p.m. Powyżej wsi dolina tego potoku (Višňovská dolina) wspina się kierunku południowo-wschodnim, w kierunku szczytu Minčola (1364 m).

## Historia
Pierwsze wzmianki o miejscowości pochodzą z roku 1393. Wieś należała do feudalnego „państwa” z siedzibą na zamku Lietava, a przez pewien czas do majątku „państwa” Strečno. Mieszkańcy zajmowali się rolnictwem, hodowlą bydła i owiec oraz pracą we wspomnianych dobrach. W XIX w. w dolinie Rosinki, na zboczach góry Hoblik (934 m n.p.m.), miały miejsce próby wydobywania złota. Obecnie większość mieszkańców zawodowo związana jest z pobliską Żyliną.

## Demografia
Według danych z dnia 31 grudnia 2016, wieś zamieszkiwało 2800 osób, w tym 1449 kobiet i 1351 mężczyzn.
W 2001 roku rozkład populacji względem narodowości i przynależności etnicznej wyglądał następująco:

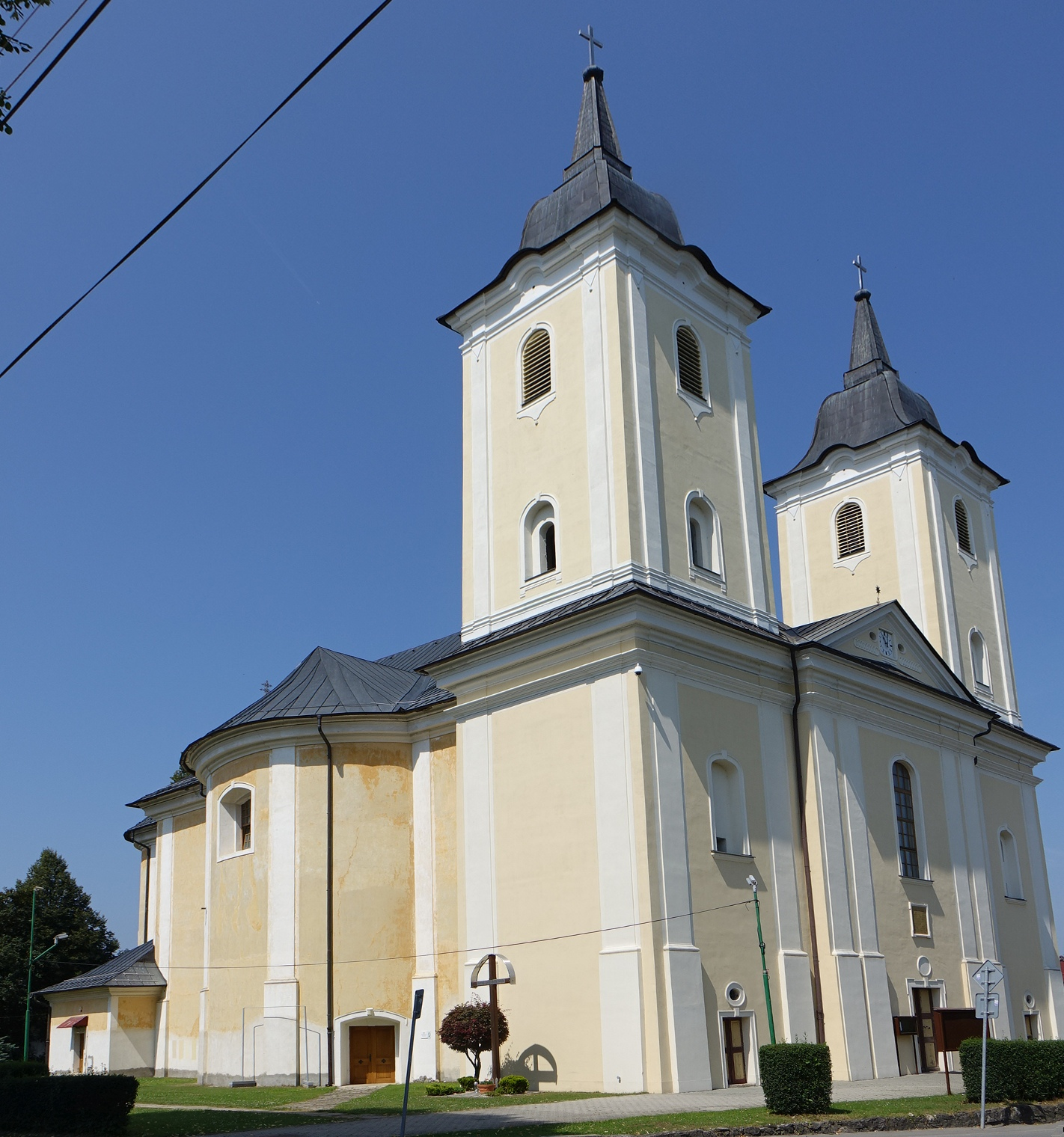
Kościół

- Słowacy – 98,18%
- Czesi – 0,24%
- Polacy – 0,08%
- Romowie – 0,48%
- Ukraińcy – 0,04%
- Węgrzy – 0,04%

## Komunikacja
Višňové posiada komunikację autobusową z Żyliną.
Niespełna 1 km na południe od wsi trwa budowa autostrady D1 dochodzącej tu od północnego zachodu, od strony Lietavskiej Lúčki. Tu również wylot budowanego dwunitkowego Tunelu Višňové, który przeprowadzi tę autostradę pod grzbietem Małej Fatry na wschód, do doliny Wagu w rejonie na północ od Vrútek (Dubná Skala).